# Масоха Петро Омелянович
Масоха Петро Омелянович (3 (16) вересня 1904, Плюваки — 28 липня 1991, Київ, УРСР) — український радянський актор, член Спілки кінематографістів України. Брат актора Лаврентія Масохи.

## Біографія

Могила Петра Масохи

Народився 3 (16 вересня) 1904 р. в селі Плюваках Київської губернії (тепер село Первомайське Черкаського району Черкаської області). В 1923 році закінчив три курси Київського музично-драматичного інституту імені М. В. Лисенка (майстерня Леся Курбаса).
У 1923—1928 роках був актором театру «Березіль». З 1928 року знімався у кіно. У 1928—1943 роках — актор різних театрів Києва, Харкова, Дніпропетровська, Полтави, Житомира, Дрогобича та інших.
У 1943 році з військовополоненими був відправлений до Німеччини. У Берліні разом з дружиною Марією Болховською брав участь в концертах для поранених радянських солдатів і тих, хто виходив з концтаборів. Після повернення з Німеччини йому довгий час забороняли зніматися в кіно і грати в столичних театрах.
У 1946—1953 роках — актор Дніпропетровського музично-драматичного театру, потім — читець Київської філармонії, де він давав концерти, побудовані на текстах літературної класики.
Помер 28 липня 1991 року в Києві. Похований на старому Байковому кладовищі.

## Творчість
Грав у фільмах: «Лісова людина» (1927, Варрава), «Напередодні» (1928, Артем Головня), «Арсенал» (робітник), «Комсомолія», «Пілот і дівчина» (1929, Віктор Луговий), «Свій хлопець» (Лопухов), «Земля» (Хома), «Вогнена помста» (студент), «Мірабо» (французький матрос), «Болотяні вогні» (1930), «Вовчий хутір», «Італійка» (1931 куркуль), «Люлі-люлі, дитино» (Василишин), «Іван» (1932, Іван), «Останній порт» (1934), «Інтриган» (1935), «Вершники» (Іван Половець), «Щорс» (1939, червоний боєць), «Є такий хлопець» (1956, Костромін), «Над Черемошем» (1954, Галібей), «Кривавий світанок» (1956) та інших.
Автор спогадів про Леся Курбаса та Олександра Довженка.

## Вшанування пам'яті
П. Масоці та його дружині актрисі М. Болховській присвячено документальний фільм «Любов небесна» (сценарій С. Тримбача, режисер Ю. Терещенко), що отримав приз журі на кінофестивалі «Росія» 2002 р. в Катеринбурзі.